# 医療
医療（いりょう、英語: medical treatment, medical care, medicine, health care）とは、人間の健康の維持や回復、増進を目的とした諸活動、すなわち疾病に対する診断と治療を包括的に指す概念である。

## 概説

### 定義
ヘルスケアや保健などとも重複する概念だが、そもそもどの範囲を「医療」と見なすかについて、明確な定義はない。
医療は文化性が高いため、国や地域、時代により定義が異なるとされる。
また厚生労働省は政策上「医療」と「介護」を分離しており、疾病や加齢の結果として生じた要介護状態に対する生活上の支援を「介護」として分離し、この文脈ではそれに対する概念として疾病自体への介入を「医療」と称している。
医療人類学者のアーサー・クラインマンは、「医療は様々なセクターで行われている」として、公的機関などに認定された通常の医療（制度としての医療）や伝統医などによる専門職セクターだけでなく、宗教や伝統などに基づいた民俗セクター、家庭内などの民間セクターでも様々な医療が行われている、としている。
「医療」には多様な立場の人による多様な行為が属しており、必ずしも専門的職能者のみによって行われるわけではない。
例えば心肺停止状態に対しては無資格者による救急医療（気道確保・人工呼吸・心臓マッサージ、および自動体外式除細動器の使用）の実施が社会的に容認されており、在宅医療では必然的に患者自身や家族が医療の一端を担うこととなる。
「救急医療」や「緩和医療」など、対象とする疾病の段階によって分類されることもあるが、他方で「身体医療」と「精神医療」のように病因論や身体論の体系に分類の根拠を求めた分類法もある。
伝統医療 / 近代医療 という分類法もある。通常医療 / 補完医療、代替医療という分類法もある。それらを総合したものは「統合医療」という呼称で呼ばれている。
近代医療は、強く制度化されていることもあり、あたかも一枚岩の医療であるかのような認識が持たれることもあるが、実際には多様な理論の複合体であり、個々の医療従事者による実践も多様性に富んでいる。

### 医療従事者
医療における専門技能を有し医療に携わる人々、あるいはその業務補助を行う者は医療従事者と呼ばれるが、これも明確な定義がない。
医療従事者は、病気や障害を持った人に専門的知識と技術を行使し、健康的な生活が得られるよう助力する職種である。「病気を診ずして、病人を診よ」という理念になぞらえて、病をもった人の生活を支援することが医療者の仕事とされる。

### 代替医療、統合医療
「標準的医療の代わりの医療」という意味で「代替医療」、一方で通常医療を補完する医療という意味で「補完医療」という言葉が存在する。伝統に基づく医学から民間療法、宗教的実践まで様々な理論に基づく様々な療法が含まれる。
補完・代替医療は生命の自然治癒力を活性化させることを目的とし、得意としている、とアンドルー・ワイルは説明している。
なお「代替医療」という呼称については、「日本では東洋医学が主流医学であるので、この欧米式の表現は日本の状況には馴染まない」と指摘する人もいる。東アジア諸国では伝統中国医学(東洋医学)を源流と持つ漢方医学や、韓医などの医師が公的に認知された専門職セクターとして受容されており、西洋医療と比較的良好な関係を持っている。

医療のセクター区分・分類と、それぞれの場において行われる医療行為が、実際に治療効果があるかどうかは別の問題である。通常医療でさえ根拠に基づく医療（EBM）は半分以下しか行われておらず、（特に日本などでは、EBMに必要な大規模調査がそもそもあまり実施されておらず）、実は医局や病院の慣習などといった怪しげなものに支えられており、ある分野の治療法群に対してようやくEBMの調査が行われると、多くの場合、長年医師らによって良いと信じられて用いられてきた“治療方法”（=医師が治療だと信じたがっていた何らかの行為）が、統計的に見れば正解ではないとする割合が多くあり、そこまでではなくても、実はプラシーボ効果以上の効果は無かった等と判断することがしばしばである。
通常医療（西洋医学）は、自然治癒力を活性化させることを最も苦手としているとアンドルー・ワイルは指摘した。
通常医療において使われている概念はせいぜい「免疫」や「恒常性」であり、ふつう医学事典に「自然治癒力」という項目は存在しないといったことは定方昭夫の文献でも指摘されている。
さらに言えば『ニューイングランド・ジャーナル・オブ・メディシン』の記事でフランツ・インゲルフィンガーが「医師がかかわった病気のうち85%は、“自己完結的”（実は医師が関わらなくても、自然に治癒してしまうもの）である」と記しているように、（西洋医学では言語化自体ができないでいるが）実際には人体には明らかに「治癒系」と呼べるものが存在している、と指摘されている。結局、西洋医学は「循環系」や「消化系」や「神経系」などの系については理解してそれを言語化できているにもかかわらず、その同じ西洋医学が、治癒系については全然理解しておらず、概念化・言語化すらできていない、ということなのである。例えば医学事典でも「治癒系」という項目すら立てておらず、西洋医学では医学校（医学部）の履修内容でも「解剖学」「内分泌学」「物理学」「化学」などの科目は存在するのに、現に明らかに生体に備わり存在している、病気からの回復を実現しているしくみ（系・システム）について教える科目が最近までただのひとつも存在していなかったと指摘されている。西洋医学の教育体系では、治癒系がひとつの統合されたシステムとして教えられていない。治癒系のごく一部の機能が（例えば免疫などが）、バラバラの科目の中でバラバラに教えられているにすぎない、というおかしな教育体系になっていると指摘されているのである。

1993年、アメリカ合衆国の人々が補完・代替医療に支払った費用は、西洋医学の病院に支払った費用を上回った。つまり、アメリカ合衆国では、西洋医学の医療（過去となった「通常医療」）よりも、補完・代替医療のほうが好んで利用されている。また、時代を先導してゆく人たちほど、補完・代替医療を高く評価し、積極的に利用している。
人々は伝統医学などの補完・代替医療を利用するようになった。人々は西洋医学を見限り代替医療に移ったといえるのではないか、と医師の帯津良一は述べた。また、近年では補完・代替医療の存在感が増している、とか脚光を浴びている、と言われている。米国では最近では医師たちもおよそ半数が代替医療を支持しているという。
なお厚生労働省は民間療法をはじめとする統合・代替医療が必ずしも標準医療の代替になるものではないとして具体的な代替医療の名称を列挙し情報提供しており、一部代替医療を確立された標準医療の代替として用いることで生命の危険が及ぶ可能性に対する注意喚起、有効性の明確なエビデンスが存在しない代替医療の情報提供を行っている。

## 医療の効果の統計的把握、医療への反省・批判・提案
「癒しのart（わざ）」であった伝統的な西洋医学には、（20世紀に）テクノロジーが持ち込まれ、「機械医療」へと変容した。 人々の「科学医療」「機械医療」に対する素朴な崇拝・信仰の状態は、1960年代まで続いた。
ところが、以下に示されるように、1960年代以降には医療の効果を否定する資料が整い、医療が健康被害を与えていることが明らかになった（下記に詳述）。
1971年、アメリカ公衆衛生学会会長で、ハーバード大学教授のカースは、衛生統計を分析し、次のように指摘した。
また、自身が医師であるロバート・メンデルソンは1970年代、同時点での根拠にもとづき、医療が害悪を及ぼしていることの証拠となるデータを次のように挙げた。
- 1973年にイスラエルで医師のストライキが決行された時には、診察する患者の数を1日あたり6万5000人だったところを7000人に減らした。そしてストは1ヶ月続いた。エルサレム埋葬協会によると、医師のストライキの期間中、人々の死亡率が半減したという。イスラエルでこれほど死亡率が減少したのは、1950年代に医者がストライキをした時以来である[24]。
- 1976年、コロンビアの首都ボゴタで、医師たちが52日間のストライキを行い、救急医療以外はいっさいの治療を行わなかったところ、ストライキの期間中、死亡率が35%低下した[25]という。コロンビアの国営葬儀協会は「事実は事実である」とコメントした[24]。
- 同じ1976年、アメリカ合衆国のロサンゼルスでも医者らがストライキを行った。この時は、短期的に死亡率が18%低下した。ストライキの期間中、手術の件数は60%減少していた[26]。そして、医師のストライキが終わり、彼らが医療活動を始めると、短期的な死亡率がストライキ以前と同じ水準に悪化した[25]。

。
クエンティン・ヤングは、医者らが医療という名目のもとで組織的に大量の人間破壊（大量殺人）を行っていることを指摘して、それを医療による大量殺戮と呼んだ。
なお、ロバート・メンデルソンは、医師自身の手によるデータ・統計類は信頼できない、とも指摘した。というのは、医師というものは自分にとって都合が悪いデータは偽りの分類をしたり偽りの報告をすることで隠蔽・改ざんする習性があるからだという。
ロバート・メンデルソン（en:Robert_S._Mendelsohn）は「医師のやっていることのかなりの部分が、人を死に至らしめる行為なのである。」と警告した。ただし、ロバート・メンデルソンは救急医療の価値については認めており、「医者はその医療行為の9割は行うのを止めて、救急医療だけに取り組めば、人々の健康状態は間違いなく改善されるはずだ」と評価した。
1977年、アメリカの社会評論家イヴァン・イリイチは「現代の医学は健康改善にまったく役立っていないばかりか、むしろ病人をつくり出すことに手を貸しており、人々をひたすら医療に依存させるだけである」と警告した。 「医原病」との概念を提唱した。

医学誌ニューイングランド・ジャーナル・オブ・メディシンの編集のフランツ・インゲルフィンガーは、予後が悪化するケースが存在すると1970年代に指摘した。
一流医学誌のデータでこれが判明した。
イヴァン・イリイチらによる、医療の実態の指摘と、その改善を提唱する社会医学者と公衆衛生専門家による努力は、1984年の世界保健機関による医療の再設定の提唱に結実した。

### 医療の再設定
医療の再設定とは、健康づくりのためのオタワ憲章にて提唱された、医師の教育と訓練の転換についての提言である。
1974年にカナダ保健省から公開されたラロンド・レポートは、健康に影響を及ぼす要因として、生物学、環境、生活様式そして医療へのアクセスという4つの医療領域を提案し、医療へのアクセスの重要性について、具体的な評価を下した。これらの医療領域と健康への影響は、アメリカ合衆国保健教育福祉省のヘルシー・ピープル (1979年) やイギリス保健社会保障省のブラック・レポート (1980年) に於いても追認された。
1984年、世界保健機関は健康づくり国際会議を開催し、健康に影響を及ぼす要因を健康の前提条件として整理すると、5つの活動領域の1つとして医療の再設定を掲げ、保健部門に携わる人々に「疾病の治療」の枠組みを越えた「健康づくり」へ向かうよう呼びかけた。
医療の再設定の流れは、マイケル・マーモットとリチャード・ウィルキンソンらによる健康の社会的決定要因 (1998年) の整理により健康と社会を結びつける現実的かつ政策的な概念として成熟し、各国の政策に取り込まれるようになってきている。

## 医療のデリバリ

### プライマリケア

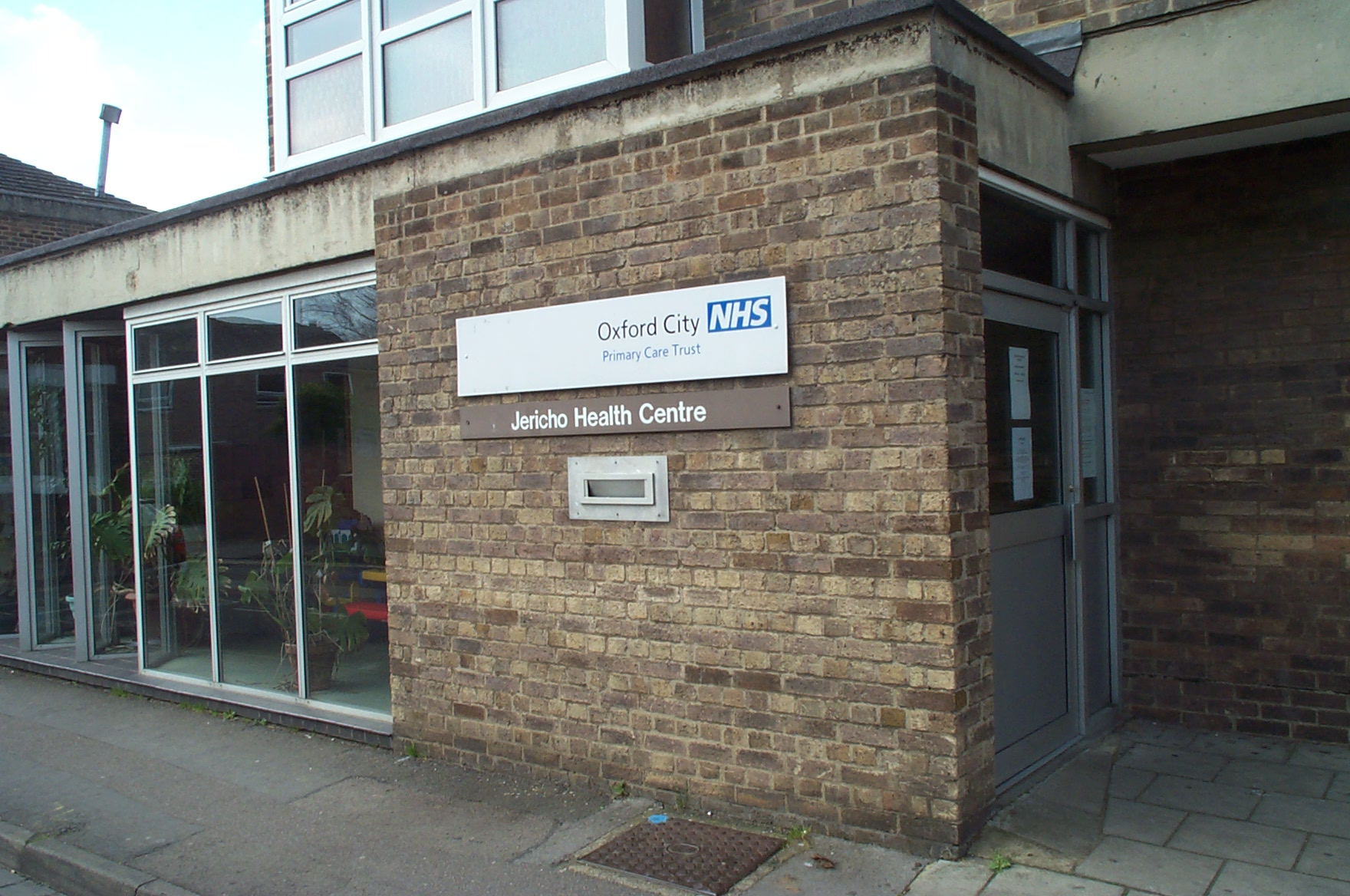
英国のコミュニティ・プライマリケアセンター

プライマリケア（Primary care）とは、医療制度においてすべての患者が最初に受診する起点となる医療職のことである。担い手には、プライマリケア医（総合診療医や家庭医）、さらに理学療法士や医師助手（Physician assistant）、ナース・プラクティショナー（NP）などの有資格コメディカルが挙げられる。地理的、医療体制、患者意思などにより、状態により、患者は二次、三次医療に紹介される。

### 二次医療
二次医療は、複数分野の専門的な診療技術を有する医療従事者が在籍する医療機関にてプライマリケアでは提供困難な重症例の通院および入院医療を提供する。プライマリケアからの紹介によって、または三次医療からの逆紹介によって提供される場合もある。
また緊急の治療が求められる外傷・疾患を受け付ける急性期医療も担っている。そのため二次救命処置、分娩、医用画像処理施設などを持っている。

### 三次医療

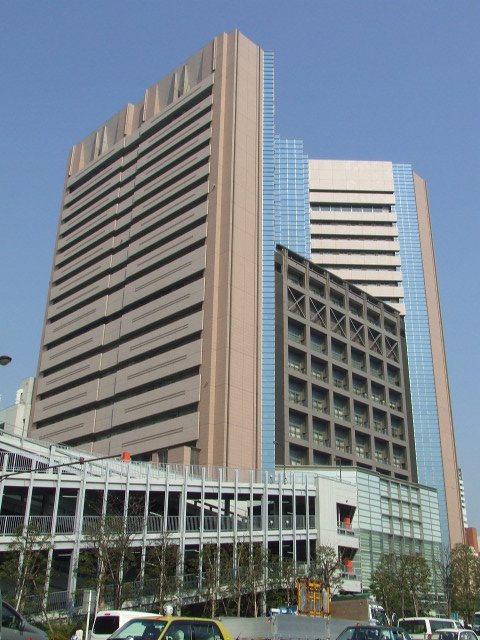
国立がん研究センターは、ナショナルセンター（国立高度専門医療研究センター）のひとつ

三次医療は、各専門分野に特化した診療機能を有する医療機関によって提供される医療であり、たいていプライマリケアまたは二次医療からの連携によって受診することとなる。複雑な医療機器や技術、十分な人的資源を伴う集中治療体制などに基づき、一次、二次の医療機関では困難とされるリスクの高い医療が提供される。一般に重症度の高い病状、診断と治療に特に専門性の高い知識の要求される病状が対象となる。また一部の三次医療機関では先進的な医学研究が行われており、その一環として高度先進医療が提供されることもある。

### 在宅・地域医療
いくつかの医療従事者は医療施設以外にて業務を行っている。それには公衆衛生分野も含まれ、食の安全監査や、疾患予防のためのコンドームや注射針配布なども含まれる。
また住宅やコミュニティにおいて、セルフケア、在宅医療、介護、生活支援、薬物乱用治療などの医療・ソーシャルケアなどにも携わる。

## 日本
医療制度の根拠法
日本の医療制度の根拠法は医療法である。同法にて、医療を専門的に提供する医療機関が定義され、医療の内容とその品質管理につき規定されている。
日本の医療従事者
日本の医療・福祉・教育に関する資格一覧
厚生労働省は厚生労働白書にて「医療関係従事者」という語を用い、国家資格で認定された医療専門職者および准看護師の集計を公表している。一方、同省が新型コロナウイルス感染症に対する予防接種の優先順位決定を目的として令和2年に公表した定義においては「医療従事者等」の語が用いられ、これには事務職なども含め医療機関ないしそれに準ずる場で患者と接する者すべてを含みうるとしている。

## 関係する項目

### 医療経済学
医療制度の財源は以下の5つを主にしている。
1. 中央政府、自治体、市町村の一般税収
2. 社会保険
3. 非営利団体や民間による、医療保険
4. 患者の自己負担
5. 寄付や慈善団体

OECD各国の財源別保健支出。
水色は政府一般歳出、紫は社会保険、赤は自己負担、橙は民間保険、緑はその他

ほとんどの国々では、以上の5つを全て組み合わせて運用されている。

## 医療の下位分類
- 救急医療 - 災害医療 - 過疎地医療 - 終末期医療 - 性差医療 - 緩和医療 - 再生医療 - 高度先進医療 - チーム医療 - 家庭医療 - 周産期医療 - 新生児医療